# Кишинёвское маршрутное такси

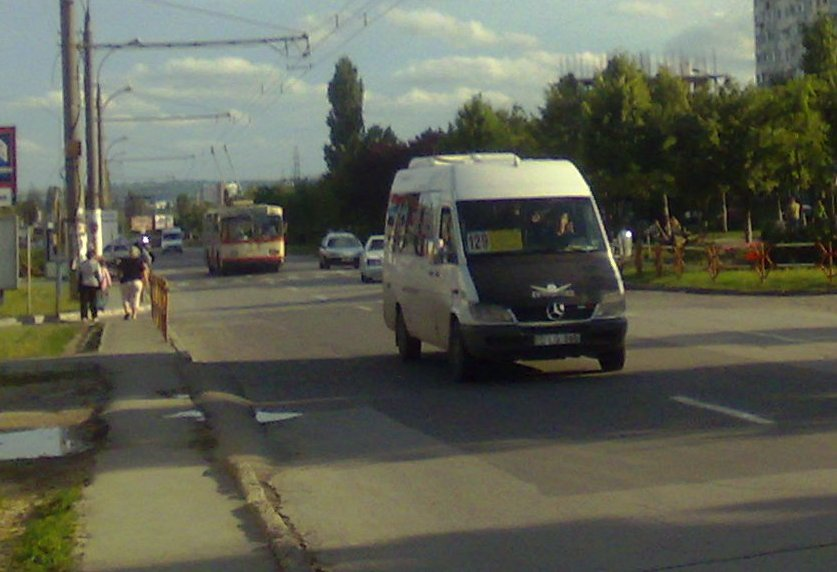
Кишинёвское маршрутное такси

Кишинёвское маршрутное такси — система городского общественного транспорта Кишинёва, охватывающая все городские районы и связывающая город с ближайшими пригородами и городским аэропортом.

## История

### Советское время
В 1968 году в Кишинёве был введён новый вид городского общественного транспорта — маршрутное такси. Открылась первая линия, связавшая центр города с районом Скиноаса (Телецентр). Целью введения нового вида транспорта было улучшить пассажирские перевозки из центра города в спальные районы. В качестве подвижного состава использовались микроавтобусы РАФ-977.
В 1972 году в городе курсировало уже 6 маршрутов маршрутного такси, связывавшего разные районы города:
| № | Маршрут                                     | Подробно |
| - | ------------------------------------------- | --- |
| 1 | Рышкановка — Ботаника                       | Улица Алеку Руссо — Улица Димо — Улица Владимиреску — Проспект Виеру — Улица Митрополита Бэнулеску-Бодони — Проспект Штефана чел Маре — Бульвар Негруци — Бульвар Гагарина — Бульвар Дечебал — Улица Сармизегетуза (обратно через улицы Пушкина и Киевскую) |
| 2 | Ботаника — Боюканы                          | Улица Христо Ботева — Улица Роз — Бульвар Дечебал — Бульвар Гагарина — Бульвар Негруци — Проспект Штефана чел Маре — Улица Крянгэ — Улица Няги — Улица Лукиан                                                                                               |
| 3 | Железнодорожный вокзал — Мотель «Стругураш» | Железнодорожный вокзал — Бульвар Гагарина — Бульвар Негруци — Улица Бендерская — улица 31 августа 1989 — Улица Александри — Шоссе Хынчешть — Мотель «Стругураш» (обратно через улицы Миорица, Асаки, Измаильская, проспект Штефана Чел Маре)                |
| 4 | Первая горбольница — Новые Боюканы          | Улица Малина Маре — Улица Валя Трандафирилор — Улица 31 август 1989 — Улица Льва Толстого — Проспект Штефана чел Маре — Улица Крянгэ — Улица Дойна ши Ион Алдя-Теодорович — Кафе (обратно через улицу Болгарскую)                                           |
| 5 | Рышкановка — Железнодорожный вокзал         | Московский проспект — Улица Киевская — Улица Владимиреску — Проспект Виеру — Улица Митрополита Бэнулеску-Бодони — Проспект Штефана чел Маре — Бульвар Негруци — Бульвар Гагарина — Железнодорожный вокзал (обратно через улицу Пушкина)                     |
| 6 | Железнодорожный вокзал — ресторан «Бутояш»  | Железнодорожный вокзал — Бульвар Гагарина — Бульвар Негруци — Проспект Штефана чел Маре — Улица Каля Ешилор — Ресторан «Бутояш» |

Маршрутные такси останавливались по требованию пассажиров на автобусных остановках, которые встречались по пути следования маршрутных такси.
К 1982 году количество маршрутов возросло до 17, в 1984 году был добавлен маршрут № 18. Маршруты начинались от Болгарской улицы, от того места, где в 1970 году была построена центральная диспетчерская таксомоторного парка (на углу улиц Болгарской и 31 августа 1989). На линиях работали 11-местные микроавтобусы РАФ-2203 «Латвия». Общая протяжённость всех маршрутов маршрутного такси в 1980-х годах составляла 273,5 километров.

Маршрутное такси РАФ-2203 на фоне Арки Победы, 1978 год

| №  | Маршрут | Примечания |  |
| -- | --- | --- |  |
| 1  | Улица Болгарская — Улица Студенческая (через улицу Димо)                                                                          | |  |
| 2  | Улица Болгарская — Улица Друмул Виилор                                                                                            | |  |
| 3  | Улица Болгарская — Мотель «Стругураш»                                                                                             | В конце 1980-х маршрут был изменён и следовал до пересечения Шоссе Балкань и улицы Прункул                                 |  |
| 4  | Улица Ион Пеливан — Улица Малина Маре                                                                                             | На Боюканах делал круг по улицам Крянгэ, Дойна ши Ион Алдя-Теодорович, Ион Пеливан, Алба Юлия, возвращаясь на улицу Крянгэ |  |
| 5  | Улица Болгарская — Улица Студенческая (через Московский проспект)                                                                 | |  |
| 6  | Улица Болгарская — Улица Дойны | |  |
| 7  | Улица Болгарская — Улица Тестемициану                                                                                             | |  |
| 8  | Улица Болгарская — Улица Гордяну                                                                                                  | |  |
| 9  | Улица Болгарская — Улица Сармизегетуза                                                                                            | |  |
| 10 | Улица Болгарская — Улица Грибова                                                                                                  | Вначале следовал по улице Букурешть, позже маршрут следовал по улицам Албишоара, Петру Рареш и проспекту Виеру             |  |
| 11 | Улица Болгарская — Улица Сихаструлуй                                                                                              | |  |
| 12 | Улица Болгарская — Улица Кожокарилор — Улица Уреке (Протезный завод) — Железнодорожный вокзал — Улица Толстого — Улица Болгарская | |  |
| 13 | Улица Болгарская — Посёлок аэропорта                                                                                              | |  |
| 14 | Улица Болгарская — Мебельно-деревообрабатывающий комбинат «Кодры»                                                                 | |  |
| 15 | Улица Болгарская — Улица Онишифор Гибу                                                                                            | На Боюканах маршрут делал круг по улицам Алба Юлия, Онишифор Гибу, Сучава, Ион Пеливан, возвращаясь на улицу Алба Юлия     |  |
| 16 | Улица Болгарская — Улица Садовяну                                                                                                 | |  |
| 17 | Улица Болгарская — Ресторан «Ла извор»                                                                                            | |  |
| 18 | Улица Болгарская — Посёлок городского типа Кодру                                                                                  | Следовал через виадук, проспект Дачия и железнодорожную станцию Ревака                                                     |  |

### В независимой республике Молдова
После установления независимости Республики Молдова маршрутное такси получило серьёзное развитие. Конечная остановка на Болгарской улице была ликвидирована. На вновь открываемые линии, в основном, дублирующие городские троллейбусные и автобусные маршруты (и так же нумерующиеся), выходили как микроавтобусы РАФ и полноразмерные автобусы, так и автомобили, не предназначенные для перевозок пассажиров.
В конце 1990-х и в начале 2000-х годов в Кишинёв в массовом порядке поступали грузовые автомобили Mercedes-Benz, которые предприимчивые местные бизнесмены переделывали в пассажирские маршрутные такси. Подобные переделанные микроавтобусы не отличались комфортом, в них было душно (салоны были обиты ковролином) и небезопасно ездить, в связи с чем маршрутное такси города получило шутливое прозвище «Ходячий катафалк».
К 2009 году кишинёвское маршрутное такси охватывало практически весь город. Действовали 64 маршрута, а интервалы движения в сравнении с автобусами и троллейбусами были минимальны. На большинстве маршрутов движение начинается раньше, а заканчивается позже, чем у других видах городского транспорта. По состоянию на 2009 год в городе было зарегистрировано 1784 микроавтобуса, работающих на линиях маршрутного такси.
В маршрутных такси Кишинёва разрешено ехать стоя, в час пик салоны маршруток переполнены, несмотря на то, что это является нарушением правил, за которое на водителя маршрутного такси накладывают штраф. Сумма штрафа, тем не менее, небольшая (60 леев) и не мешает водителям продолжать перегружать свои микроавтобусы, подвергая риску здоровье и жизнь пассажиров.
В маршрутных такси фиксируются частые случаи воровства, поэтому полиция через СМИ предупреждает пассажиров, пользующихся этим видом общественного транспорта Кишинёва, быть бдительными и следить за своими вещами.
Номера кишинёвских маршруток трёхзначные.
Оплата за проезд производится при входе. Единственный маршрут, где оплата производится при выходе из салона маршрутного такси — № 113.

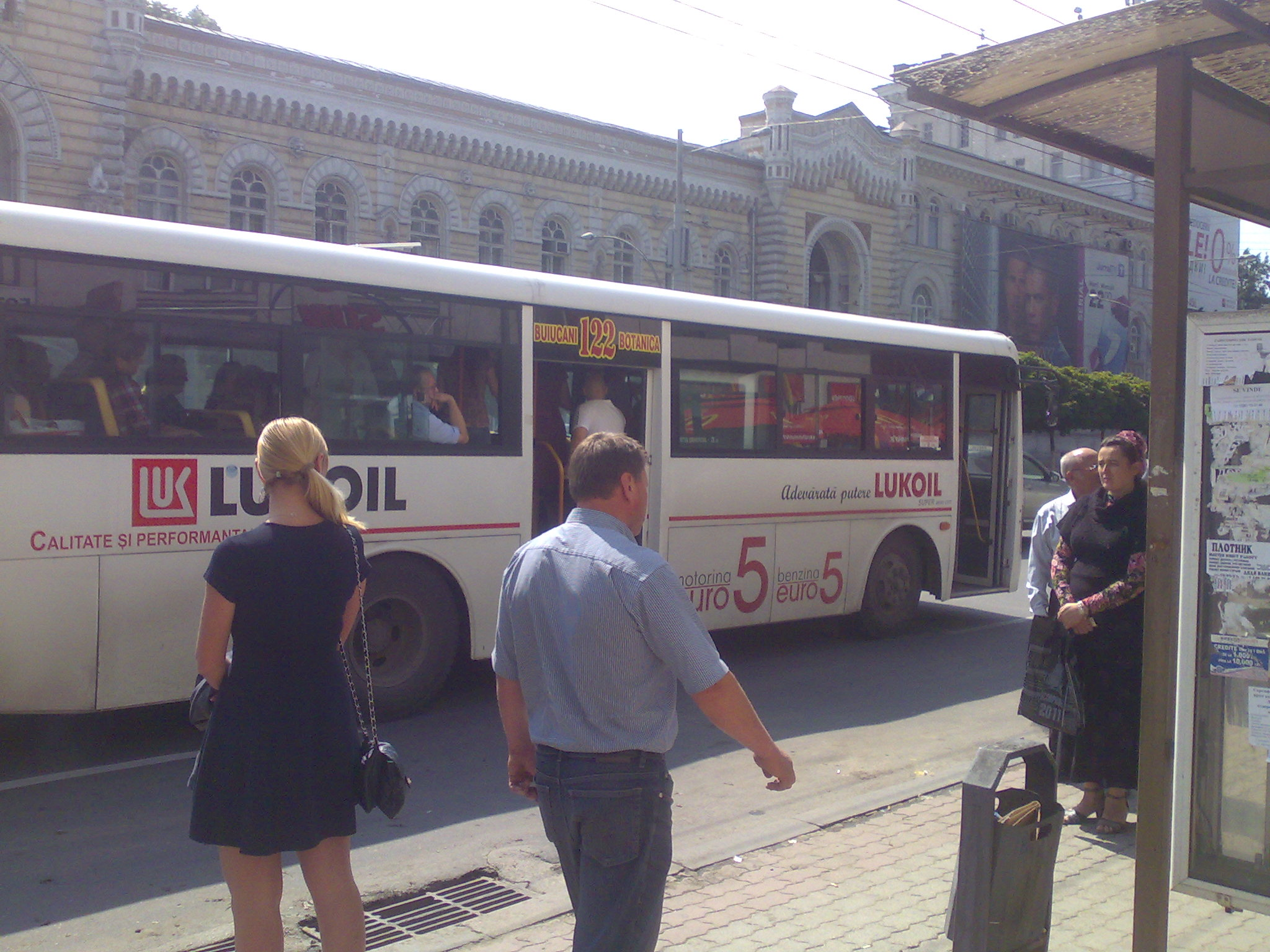
Маршрутное такси № 122 — полноразмерный автобус Hyundai County

В 2005 году Президент Республики Молдова Владимир Воронин выразил мнение, что Кишинёву «для оптимизации развития общественного транспорта необходимо отказаться от использования маршрутных такси, заменив их современными автобусами и троллейбусами».
Инициатива Воронина, тем не менее, не была реализована.
В 2006 году примэрия города ввела запрет на движение маршрутных такси по проспекту Штефана чел Маре и частично по улице Пушкина. Все маршруты были переведены на соседние улицы. Единственным сохранившимся маршрутом, который проходит по центральному проспекту города, остаётся № 122, на линии которого работают полноразмерные автобусы Hyundai County.
В 2010 году Правительство Республики Молдова издало так называемое 584-е постановление, в котором в законодательном порядке запретило эксплуатацию подобных транспортных средств. Было предписано до конца 2010 года исключить из списков перевозчиков переделанные из грузовиков микроавтобусы, выпущенные до 1992 года включительно. К концу 2011 года предписано прекратить эксплуатацию и других подобных микроавтобусов. Ликвидации подлежат, таким образом, около 1000 машин маршрутного такси. Водители объявили «пассивную забастовку», так как тысячи из них благодаря такой инициативе остались без работы.
В 2014 году примар Кишинёва Дорин Киртоакэ, объявил что маршрутные такси будут курсировать только по второстепенным улицам и пригородам, маршрут которых дублирован с троллейбусами и автобусами.
Ниже приведены маршруты по состоию на лето 2018 года, снизжает маршрутное такси.

## Маршруты
| №        | Маршрут                                                         | Подробно |
| -------- | --------------------------------------------------------------- | --- |
| 101      | Ботаника — Дурлешты                                             | ул. Гренобля - пр. Траяна - ул. Независимости - ул. Христо Ботева - Виадук - ул. Бухарестская (обратно по ул. 31 Августа 1989 года) - ул. Щусева - пр. Штефана чел Маре - ул. Крянгэ - ул. Тудора Владимиреску - Дурлешты |
| 102      | НЕ ДЕЙСТВУЕТ Кольцевой: Ботаника — Телецентр — Центр — Ботаника | Бульвар Траян — Улица Гренобля — Улица Асаки — Улица Василе Александри — Улица А. Матеевич — Улица Эминеску — Улица Колумна — Улица Измаильская — Проспект Кантемира — Бульвар Гагарина ( Железнодорожный вокзал) — Бульвар Дечебал — Бульвар Траян |
| 103      | Ботаника — Буюканы                                              | Улица Стришкэ — Улица Индепенденцей — Улица Буребиста — Улица Сармизеджетуса — Бульвар Дечебал — Бульвар Гагарина ( Железнодорожный вокзал) — Проспект Кантемира — Улица Измаильская — Улица Александру чел Бун — Улица Лазо — Улица Колумна — Улица Хенри Коандэ — Улица Крянгэ — Улица Белинского — Улица Ион Пеливан — Улица Николае Костин — Улица Ливиу Деляну (обратно через Проспект Штефана чел Маре, 31 Августа 1989, бульвар Негруцци, Титулеску, Зелинского) |
| 104      | НЕ ДЕЙСТВУЕТ Ботаника — Буюканы                                 | Улица Грэдина Ботаника — Проспект Дачия — Улица Индепенденцей — Улица Христо Ботева — Улица Трандафирилор — Бульвар Дечебал — Бульвар Гагарина ( Железнодорожный вокзал) — Проспект Кантемира — Улица Измаильская — Улица Аврам Янку — Улица Тигина — Улица Александру чел Бун — Улица Митрополита Бэнулеску-Бодони — Улица Щусева — Улица К.Стере — Улица Лупу — Улица Белинского — Улица Крянгэ (обратно через Проспект Штефана чел Маре, Шусева, 31 Августа 1989, Зелинского) |
| 105      | НЕ ДЕЙСТВУЕТ Чеканы — Центр                                     | Улица Буковиней (Megapolis Mall) — Улица Милеску-Спэтару — Улица Заднипру — Проспект Мирча чел Бэтрын — Улица Алеку Руссо — Улица Богдан-Воевод — Улица Тудор Владимиреску — Проспект Виеру — Улица Космонавтов — Улица Митрополита Бэнулеску-Бодони — улица Колумна — Улица Болгарская, Центральный автовокзал (обратно через улицы Александру чел Бун, Пушкина, Улица Киевская) |
| 107      | НЕ ДЕЙСТВУЕТ Телецентр — Бубуечь                                | Улица Пьетрэрилор — Улица Друмул Виилор — Улица Докучаева — Улица Асаки — Улица Василе Александри — Улица А. Матеевича — Улица Эминеску — Улица Александру чел Бун — Улица Пушкина — Улица Космонавтов — Проспект Виеру — Улица Тудор Владимиреску — Улица Заводская — Бубуечь (обратно через улицы Митрополита Бэнулеску-Бодони, шоссе Хынчешть, Лех Качиньский) |
| 108      | Кодру — Скулянка                                                | Улица Сихаструлуй — Шоссе Хынчешть — Улица Миорица — Улица Гренобля — Бульвар Траян — Бульвар Дечебал — Бульвар Гагарина ( Железнодорожный вокзал) — Проспект Кантемира — Улица Измаильская — Улица Александру чел Бун — Улица Лазо — Улица Колумна — Улица Хенри Коандэ — Улица Каля Ешилор — Улица Месаджер (обратно через улицы Митрополит Дософтей, Триколорулуй) |
| 109      | НЕ ДЕЙСТВУЕТ Чеканы — Телецентр                                 | Улица Садовяну — Улица Джинта Латинэ — Улица Мештерул Маноле — Улица Волунтарилор — Улица Заводская — Улица Измаильская — Северный автовокзал — Улица Халиппа — Шоссе Хынчешть Южный автовозкал — Мотель (обратно через улицы Миорица, Асаки) |
| 110      | НЕ ДЕЙСТВУЕТ Рышкановка — Телецентр                             | Московский проспект — Улица Киевская — Улица Тудор Владимиреску — Проспект Виеру — Улица Космонавтов — Улица Митрополита Бэнулеску-Бодони — Улица А. Матеевича — Улица Василе Александри — Шоссе Хынчешть — Улица Миорица (обратно через улицы Асаки, Эминеску, Митрополит Варлаам, Пушкина) |
| 111      | НЕ ДЕЙСТВУЕТ Рышкановка — Трушень                               | Улица Каля Орхеюлуй (METRO) — Улица Студенческая — Московский проспект — Улица Киевская — Улица Тудор Владимиреску — Проспект Виеру — Улица Космонавтов — Улица Митрополита Бэнулеску-Бодони — Улица Букурешть — Улица Петру Мовилэ — Улица Хенри Коандэ — Улица Колумна — Улица Каля Ешилор — Трушень (обратно через проспект Штефана чел Маре, Щусева, 31 Августа 1989, Эминеску, Митрополит Варлаам, Пушкина) |
| 112      | Диагностический центр — Рышкановка                              | Улица Тестимециану (Диагностический центр) — Улица Гренобля — Бульвар Траян — Проспект Дачия — Улица Трандафирилор — Бульвар Дечебал — Бульвар Гагарина ( Железнодорожный вокзал) — Улица Албишоара — Проспект Виеру — Улица Тудор Владимиреску — Улица Киевская — Московский проспект — Улица Студенческая (обратно через улицы Флорилор, Богдан-Воевод) |
| 113      | Чеканы — Ботаника                                               | Улица Садовяну — Улица Игорь Виеру — Проспект Мирча чел Бэтрын — Улица Мештерул Маноле — Улица Вадул-луй-Водэ — Улица Мерень — Улица Будешть — Улица Подул Ыналт — Улица Заводская — Улица Измаильская — Северный автовокзал — улица Митрополит Варлаам — Центральный автовокзал — Улица Тигина — Улица Букурешть — Виадук — Проспект Дачия — Улица Куза-Водэ — Улица Сармизеджетуса — Улица Буребиста — Проспект Дачия (Metro-2) (обратно через бульвар Дечебал, улицы Зелинского, Чуфля, Проспект Штефана чел Маре, Отоваска) |
| 114      | НЕ ДЕЙСТВУЕТ Петрикань — Центр                                  | Улица Мирчешть — Улица Петрикань — Улица Михай Витязул — Улица Щусева — Улица 31 Августа 1989 — Улица Армянская (обратно через улицы Митрополит Варлаам, Василе Александри) |
|          |                                                                 | |
| 116      | Телецентр — Ботаника                                            | Улица Петрарилор — Улица Друмул Виилор — Улица Докучаева — Улица Асаки — Улица Василе Александри — Улица А. Матеевича — Улица Эминеску - ул. 31 Августа 1989 года - ул. Армянская - ул. Митрополита Варлаама - ул. Эминеску - ул. Александру чел Бун - ул. Пушкина - ул. Тэнасе — проспект Виеру (обратно ул. Албишоара - ул. Пушкина - ул. Уреке - ул. Василе Александри) — Улица Тудор Владимиреску — Улица Киевская — Улица Алеку Руссо — Улица Мештерул Маноле — Улица Вадул-луй-Водэ — Улица Мария Драган — Улица Чокана — Улица Мештерул Маноле — Улица Волунтарилор — Улица Заводская — Улица Лунка Быкулуй — Мунчештское шоссе — Улица Буребиста — проспект Дакии - ул. Грэдина Ботаникэ - Улица Сармизеджетуса (обратно через улицу Митрополита Бэнулеску-Бодони) |
| 117      | Телецентр — Колоница                                            | Хынчештское шоссе — Южный автовокзал — Улица Миорица — Улица Гренобля — Бульвар Траян — Проспект Дачия — Виадук — Улица Букурешть — Улица Измаильская — Северный автовокзал — Улица Тудора Владимиреску — Улица Андрея Доги — Улица Аэродромная — Улица Рышкану — Улица Академика Сахарова — Улица Николае Димо — Улица Алеку Руссо — Улица Джинта Латинэ — Улица Милеску Спэтару — Улица Вадул-луй-Водэ — Колоница (обратно через улицу Измаильскую, проспект Кантемира, бульвар Гагарина, бульвар Дечебал) |
| 118      | НЕ ДЕЙСТВУЕТ Кишинёв — Посёлок Сынжера                          | Улица Измаильская — Проспект Кантемира — Бульвар Гагарина ( Железнодорожный вокзал) — Мунчештское шоссе — Сынжера (обратно через Бульвар Негруци, Проспект Штефана Чел Маре) |
| 119      | Ботаника — Рышкановка                                           | Улица Касиан-Суручану — Улица Гренобля — пр. Траяна - ул. Независимости - улица Куза Водэ — Улица Сармизеджетуса — Бульвар Дечебал — Бульвар Гагарина ( Железнодорожный вокзал) — пр. Кантемира - ул. Измаильская - Северный Автовокзал - ул. Тудора Владимиреску — Улица Киевская — ул. Алеку Руссо - ул. Димо - Улица Студенческая (обратно через Зелинского) |
| 120      | Телецентр — Мунчешть                                            | Улица Сф. Винере — Улица Спикулуй — Южный автовокзал — Шоссе Хынчешть — Улица Миорица — Улица Асаки — Улица Халиппа — Улица Измаильская — Проспект Штефана чел Маре — Бульвар Негруцци — Бульвар Гагарина ( Железнодорожный вокзал) — Мунчештское шоссе (обратно через улицы Буребиста, Сармизеджетуса, бульвар Дечебал, проспект Кантемира) |
| 121      | Бубуечь — Буюканы                                               | Бубуечь — Улица Заводская — Улица Волунтарилор — Улица Мештерул Маноле — Улица Алеку Руссо — Улица Богдан-Воевод — Улица Тудор Владимиреску — Улица Каля Орхеюлуй — Улица Петрикань — Улица Михай Витязул — Улица Колумна — Улица Хенри Коандэ — Улица Ион Крянгэ — Улица Алба-Юлия (Завод «Альфа») (обратно через улицу Митрополит Дософтей) |
| 122      | НЕ ДЕЙСТВУЕТ Буюканы — Ботаника                                 | Улица Алба-Юлия (Завод «Альфа») — Улица Крянгэ — Проспект Штефана чел Маре — Бульвар Негруцци — Бульвар Гагарина ( Железнодорожный вокзал) — Бульвар Дечебал — Проспект Дачия (Ворота города) |
| 123      | Чеканы — Авторынок                                              | Улица Буковиней (Megapolis Mall) — Улица Милеску Спэтару — Улица Ион Думенюк — Проспект Мирча чел Бэтрын — Улица Алеку Руссо — Улица Богдан-Воевод — Улица Тудор Владимиреску — Улица Каля Орхеюлуй — Улица Петрикань — Улица Михай Витязул — Улица Колумна — Улица Каля Ешилор — Шоссе Балкань — Улица Прункул (Авторынок) (обратно через улицу Митрополит Дософтей) |
| 124      | Буюканы — Боюканы (кольцевой через Центр, Телецентр, Дурлешты)  | Боюканы (ул. Иона Пеливана) — Улица Крянгэ — Улица Белинского — Улица Лупу — Улица Когэлничану — Улица Лазо — Улица А. Матеевича — Улица Василе Александри — Шоссе Хынчешть — Южный автовокзал — Улица Спикулуй — Улица Яловенская — Дурлешты (обратно через Миорица, Асаки, Эминеску, Щусева, К. Стере) - ул. Тудора Владимиреску - Боюканы (ул. Иона Пеливана) |
| 125      | Кодру — Дурлешты                                                | Кодру (ул. Валя Апелор) - ул. Костюженская - ул. Гренобля - улица Тестемициану — Улица Ион Инкулец — Улица Измаильская — Улица Букурешть — Улица Щусева — Проспект Штефана Чел Маре — Улица Ион Крянгэ — Улица Алба-Юлия — Улица Ион Пеливан — Дурлешты (обратно через Тигина, А. Матеевича) |
| 126      | НЕ ДЕЙСТВУЕТ Кишинёв (Старая Почта) — Думбрава                  | ул. Дойна — Улица Чеукарь — Улица Каля Орхеюлуй — Улица Студенческая — Московский проспект — Улица Богдан-Воевод — Улица Тудор Владимиреску — Проспект Виеру — Улица Албишоара — Улица Михай Витязул — Улица Колумна — Улица Ион Крянгэ — Улица Белинского — Улица Ион Пеливан — Улица Николае Костин — Улица Ливиу Деляну — Шоссе Балкань — Думбрава (обратно через улицы Митрополит Дософтей, Соколень) |
| 127      | НЕ ДЕЙСТВУЕТ Старая Почта — Центр                               | Улица Дойна — Улица Соколень — Улица Студенческая —ул. Димо - ул. Мирона Костина - Московский проспект — Улица Киевская — Улица Тудор Владимиреску — Проспект Виеру — Улица Космонавтов — Улица Митрополита Бэнулеску-Бодони — Улица Щусева — Улица Константин Стере — Улица Лупу — Улица Александреску (обратно через улицы Когэлничану, Лазо, А. Матеевича, Эминеску, Митрополит Варлаам, Пушкина) |
| 129      | Чеканы — Дурлешты — Думбрава                                    | Улица Садовяну — Улица Игоря Виеру — Проспект Мирча чел Бэтрын — Улица Алеку Руссо — Улица Богдан-Воевод — Улица Тудор Владимиреску — Проспект Виеру — Улица Космонавтов — Улица Митрополита Бэнулеску-Бодони — Улица Щусева — Улица Константин Стере — Улица Лупу — Улица Конституцией — Улица Ион Крянгэ — Дурлешты — Думбрава (обратно через улицы Когэлничану, Лазо, А. Матеевича, Эминеску, Александру чел Бун, Пушкина, Киевская, Петру Заднипру) |
| 130      | Центр — Вадул-луй-Водэ (через Рышкановку)                       | Улица Болгарская (Центральный автовокзал) — Улица Александру чел Бун — Улица Василе Александри — Улица Альбишоара — Проспект Виеру — Улица Тудор Владимиреску — Киевская ул. - Московский пр.— Ставчены — Чореску — Гояны — Грушево — посёлок Бошкана — Кошерница — Вадул-луй-Водэ (Пляж) (обратно через улицу Колумна) |
| 131      | Центр — Вадул-луй-Водэ (через Чеканы)                           | Улица Болгарская ( Центральный автовокзал) — Улица Кожокарилор — Улица Хаждеу — Улица Измаильская — Северный автовокзал — Улица Вадул-луй-Водэ — посёлок Тогатино — посёлок Будешть — Вадул-луй-Водэ (Пляж) (обратно через улицы Гр. Уреке, Св. Георгия, Александру чел Бун — Василе Александри, Колумна) |
| 132      | Старая Почта — Центр                                            | Улица Дойна — Улица Василе Бадиу — Улица Каля Орхеюлуй — Улица Тудор Владимиреску — Улица Ренаштерий — Улица Албишоара — Улица Василе Александри — Улица Колумна — Улица Болгарская ( Центральный автовокзал) (обратно через улицы Александру чел Бун, Поштей, Путней) |
| 134      | Старая Почта — Центр                                            | Улица Дойна — Улица Соколень — Улица Чевкарь — Улица Каля Орхеюлуй — Улица Тудор Владимиреску — Улица Ренаштерий — Улица Албишоара — Улица Василе Александри — Улица Колумна — Улица Болгарская ( Центральный автовокзал) (обратно через улицу Александру чел Бун) |
| 135      | Ботаника — Трушень                                              | Улица Четатя Албэ — Улица Бусуючешть — Улица Четатя Килия — Улица Титулеску — Улица Зелинского — Улица Сармизеджетуса — Улица Минская — Мунчештское шоссе — Бульвар Гагарина ( Железнодорожный вокзал) — проспект Кантемира — улица Измаильская — Улица Александру чел Бун — Улица Лазо — Улица Колумна — Улица Хенри Коандэ — Улица Каля Ешилор — Трушень (обратно через улицы Митрополит Дософтей, Триколорулуй, Титулеску) |
| 137,137а | НЕ ДЕЙСТВУЕТ Центр — Бубуечь                                    | Улица Бэлэнеску — Улица Аврам Янку — Улица Измаил — Северный автовокзал — Улица Заводская — Бубуечь |
| 138      | Центр - Бубуечь                                                 | ул. Армянская - ул. Александру чел Бун - ул. Пушкина (на обратном пути ул. Бэнулеску-Бодони - ул. Колумна - ул. Александри - ул. 31 августа 1989 года) - ул. Тэнасе - пр. Виеру - пр. Ренаштерий - ул. Тудора Владимиреску - ул. Заводская - Бубуечь |
| 140      | Чеканы — Ставчены                                               | Улица Буковиней (Megapolis Mall) — Улица Милеску Спэтару — Улица Игоря Виеру — Проспект Мирча чел Бэтрын — Улица Алеку Руссо — Московский проспект — Улица Студенческая — Улица Каля Орхеюлуй — Ставчены |
|          |                                                                 | |
| 145      | Кишинёв (Буюканы) — Суручены                                    | Улица Алба-Юлия — Шоссе Балкань — Село Суручены |
| 148      | Центр — Новые Гояны                                             | Улица Чуфля — Буьвар Негруцци — Проспект Кантемира — Улица Аврам Янку — Улица Тигина — Улица Александру чел Бун — Улица Василе Александри — Улица Альбишоара — Проспект Виеру — Улица Тудор Владимиреску — Улица Киевская — Московский проспект — Улица Студенческая — Улица Каля Орхеюлуй — Новые Гояны (обратно через улицу Букурешть) |
| 151      | НЕ ДЕЙСТВУЕТ Кишинёв (Центр) — Тогатино                         | Улица Бэлэнеску — Улица Аврам Янку — Улица Измаильская — Северный автовокзал — Улица Вадул-луй-Водэ — Тогатино — Келтуиторь |
| 152      | Центр — Криково                                                 | Улица Болгарская ( Центральный автовокзал) — Улица Александру чел Бун — Улица Пушкина — Улица Космонавтов — Проспект Григоре Виеру — Улица Тудор Владимиреску — Улица Киевская — Московский проспект — Улица Каля Орхеюлуй — Ставчены — Криково (обратно через улицы Тигина, Митрополит Варлаам) |
| 154      | НЕ ДЕЙСТВУЕТ Ботаника — Петрикань                               | Улица Кручий — Проспект Дачия — ул. Независимости - ул. Христо Ботева - Виадук — Улица Букурешть — Улица Щусева — Проспект Штефана чел Маре — Улица Каля Ешилор — шоссе Балкань — Улица Мирчешть |
| 155      | НЕ ДЕЙСТВУЕТ Чеканы — Телецентр                                 | Улица Буковиней (Megapolis Mall) — Улица Милеску Спэтару — Улица Петру Заднипру — Проспект Мирча Чел Бэтрын — Улица Алеку Руссо — Улица Богдан Воевод — Улица Тудор Владимиреску — Проспект Виеру — Улица Космонавтов — Улица Митрополита Бэнулеску-Бодони — Улица А. Матеевича — Улица Василе Александри — Шоссе Хынчешть — Улица Миорица (обратно через Асаки, Эминеску, Митрополит Варлаам, Пушкина) |
| 157      | Кишинёв (Центр) — Сынжера — Флорены                             | Бульвар Гагарина ( Железнодорожный вокзал) (отправление от вокзала, но при движении из Флорены доезжает до центрального Автовокзала) Л Бульвар Дечебал — Проспект Дачия — Аэропорт — Мунчештское шоссе — Сынжера — Флорены |
| 159      | Чеканы — Будешть                                                | Улица Вадул-луй-Водэ — Тогатино — Будешть |
| 160      | НЕ ДЕЙСТВУЕТ Ботаника — Буюканы                                 | Друмул Бэчоюлуй — Улица Гренобля — Улица Куза Водэ — Проспект Дачия — Бульвар Дечебал — Бульвар Гагарина ( Железнодорожный вокзал) — Проспект Кантемира — Улица Измаильская — Улица Александру чел Бун — Улица Лазо — Улица Колумна — Улица Хенри Коандэ — Улица Ион Крянгэ — Улица Алба-Юлия — Улица Ливиу Деляну (обратно через улицы Митрополит Дософтей, Триколорулуй) |
| 162      | Старая Почта — Центр                                            | Улица Дойна — Улица Соколень — Улица Студенческая — Московский проспект — ул. Мирона Костина - ул. Димо - ул. Алеку Руссо - Улица Киевская — Улица Тудора Владимиреску — Проспект Виеру — Улица Тэнасе — Улица Митрополита Бэнулеску-Бодони — Улица Колумна — Улица Болгарская ( Центральный автовокзал) (обратно через улицы Александру чел Бун, Пушкина) |
| 163      | НЕ ДЕЙСТВУЕТ Чеканы — Ботаника                                  | Улица Садовяну — Улица Игоря Виеру — Улица Милеску-Спэтару — Улица Вадул-луй-Водэ — Улица Мерень — Улица Будешть — Улица Подул Ыналт — Улица Заводская — Улица Измаильская — Северный автовокзал — Проспект Кантемира — Бульвар Гагарина ( Железнодорожный вокзал) — Шоссе Мунчешть — Улица Пандурилор — Улица Титулеску — Улица Зелинского — Улица Сармизеджетуса — Улица Буребиста — Улица Индепенденцей — Улица Куза Водэ — Улица Гренобля (обратно через улицы Валя Кручий, Проспект Дачия, Пандурилор, Отоваса, Мештерул Маноле, Джинта Латинэ) |
| 165      | Аэропорт — Центр                                                | Аэропорт — Проспект Дачия — ул. Роз - Бульвар Дечебал — Бульвар Гагарина ( Железнодорожный вокзал) — Бульвар Негруцци — Проспект Штефана чел Маре — Улица Измаильская (ЦУМ) (обратно через Проспект Кантемира) |
| 166      | Чеканы — Ботаника                                               | Улица Буковиней (Megapolis Mall) — Улица Милеску-Спэтару — ул. Петру Заднипру — бул. Мирча чел Бэтрын — ул. Алеку Руссо — Улица Киевская — Улица Тудор Владимиреску — Проспект Виеру — Улица Албишоара — Бульвар Гагарина ( Железнодорожный вокзал) — Бульвар Дечебал — Бульвар Траян — Улица Гренобля — Улица Валя Кручий - ул. Грэдина Ботаникэ |
| 169      | Чеканы — Кодру                                                  | Улица Мария Драган — Улица Вадул-луй-Водэ — Улица Мерень — Улица Будешть — Улица Подул Ыналт — Улица Заводская — Улица Измаильская — Северный автовокзал — Улица Букурешть — Улица Василе Александри — Шоссе Хынчешть — Улица Миорица — Скиносы — Улица Потырникий (обратно через улицы Асаки, Халиппа, А. Матеевича, Армянская, Колумна, Отоваска) |
| 171      | Кишинёв (Мунчешть) — Гидигич                                    | Улица Салкымилор — Улица Грэдина Ботаника — Шоссе Мунчешть — Бульвар Гагарина ( Железнодорожный вокзал) — Проспект Кантемира — Улица Измаильская — Улица Александру чел Бун — Улица Лазо — Улица Колумна — Улица Хенри Коандэ (обратно по ул. Митрополита Дософтея, ул. Михай Витязул, ул. Албишоара, ул. Василе Алексанлри, ул. Колумна) — Улица Каля Ешилор — Шоссе Балкань — Улица Прункул — Ватра — Гидигич (пляж) |
| 172      | Буюканы — Северный автовокзал                                   | Улица Алба-Юлия (Завод «Альфа») — Улица Ион Крянгэ — Улица Хенри Коандэ — Улица Митрополит Дософтей — Улица Михай Витязул — Улица Петрикань — Улица Каля Мошилор ( Северный автовокзал) (обратно через улицу Колумна) |
| 173      | Северный автовокзал — Кодру                                     | Северный автовокзал — Улица Каля Мошилор — Улица Измаильская — Проспект Кантемира — Бульвар Гагарина ( Железнодорожный вокзал) — Бульвар Дечебал — Бульвар Траян — Улица Гренобля — Улица Костюжень — город Кодру (обратно через бульвар Негруцци, проспект Штефана чел Маре) |
| 174      | Буюканы — Ботаника                                              | Улица Кодряну — Улица Корнулуй — Улица Лупу — Улица Конституцией — Улица Крянгэ — Улица Хенри Коандэ — Улица Митрополит Дософтей — ул. Михай Витязул - Улица. Албишоара - Улица Василе Александри н — Улица Колумна — Улица Измаильская — Проспект Кантемира — Бульвар Гагарина ( Железнодорожный вокзал) — Бульвар Дечебал — Улица Зелинского — Улица Сармизеджетуса — Улица Грэдина Ботаника — Улица Пэдурий (обратно через улицы Авраам Янку, Тигина, Александру чел Бун, Лазо) |
| 175      | Мунчешть — Рышкановка                                           | Улица Бачой Ной — Шоссе Мунчешть — улица Буребиста — Улица Индепенденцей — Улица Теилор — Проспект Дачия — Виадук — Улица Букурешть — Улица Армянская — Улица Митрополит Варлаам — Улица Пушкина — Улица Космонавтов — проспект Виеру — Улица Тудор Владимиреску — Улица Богдан-Воевод — Улица Алеку Руссо — Улица Димо — Улица Сахарова Улица Рышкану — Улица Зимбрулуй (Туристический комплекс «Флора») (обратно через улицы Митрополита Бэнулеску-Бодони, 31 августа 1989, Тигина) |
| 178      | Северный автовокзал — Кодру                                     | Северный автовокзал — Улица Каля Мошилор — Улица Измаильская — Улица Митрополит Варлаам — Центральный автовокзал — Улица Тигина — Улица А. Матеевич — Улица Василе Александри — Шоссе Хынчешть — Улица Сихаструлуй — Улица Скиноаса Дял (обратно через улицы Миорица, Асаки, Халиппа) |
| 180      | НЕ ДЕЙСТВУЕТ Старая Почта — Дурлешты                            | Улица Дойна — Улица Василе Бадиу — Улица Каля Орхеюлуй — Улица Тудор Владимиреску — Проспект Виеру — Улица Космонавтов — Улица Митрополита Бэнулеску-Бодони — Улица А. Матеевича — Улица Василе Александри — Улица Лакулуй — Улица Друмул Виилор — Улица Петрарилор — Шоссе Хынчешть — Южный автовозкал — Улица Спикулуй — Улица Яловенская — Дурлешты (обратно через улицы Эминеску, 31 Августа 1989, Армянская, Митрополит Варлаам, Поштей, Путней) |
| 184      | Старая Почта — Ботаника                                         | Улица Конструкторилор — Улица Василе Бадиу — Улица Каля Орхеюлуй — Улица Тудор Владимиреску — Улица Богдан Воевод — Улица Алеку Р с—о - улица Николае Димо - Улица Андрея Сахарова - Улица Думитру Рышкану Улица Тудор Владимиреску — Улица Измаильская — Северный автовокзал — Улица Каля Мошилор — Улица Измаильская — Проспект Кантемира — Бульвар Гагарина ( Железнодорожный вокзал) — Бульвар Дечебал — Улица Трандафирилор — Улица Христо Ботева — Улица Индепенденцей (обратно через проспект Дачия, улицы Поштей, Путней) |
| 185      | Телецентр - Боюканы (через Ботанику)                            | Улица Петрарилор — Улица Друмул Виилор — Улица Лех Качиньский — Шоссе Хынчешть — Улица Миорица — Улица Гренобля — Бульвар Траян — Проспект Дачия — Виадук — Улица Букурешть — Улица Щусева — Улица Константин Стере — Улица Лупу — Улица Белинского — Улица Крянгэ — Улица Алба-Юлия (Завод «Альфа») |
| 186      | Гульбоака — Скиносы                                             | Гульбоака - ул. Дойна - ул. Соколень — Улица Студенческая — Московский проспект — Улица Киевская — Улица Тудор Владимиреску — Улица Измаильская — Улица Каля Мошилор — Северный автовокзал — Улица Измаильская — Улица Матеевича — Улица Василе Александри — Улица Лакулуй — Улица Друмул Виилор — шоссе Хынчешть |
| 188      | Кольцевой: Ботаника — Центр — Телецентр — Ботаника              | Бульвар Траян — Бульвар Дечебал — Бульвар Гагарина ( Железнодорожный вокзал) — Проспект Кантемира — Улица Измаильская — Улица Александру чел Бун — Улица Пушкина - Улица Иерусалимская - Улица Митрополита Бэнулеску-Бодони — Улица Александру чел Бун — Улица Сергея Лазо - Улица Колумна - Улица Михай Витязул - Улица Щусева - Улица 31 Августа 1989 года — Улица Митрополита Бэнулеску-Бодони — Улица А. Матеевича — Улица Василе Александри — Шоссе Хынчешть — Улица Миорица — Улица Гренобля — Бульвар Траян |
| 189      | НЕ ДЕЙСТВУЕТ Старая Почта — Ботаника                            | Улица Чевкарь — Улица Каля Орхеюлуй — Улица Тудор Владимиреску — Улица Ренаштерий — Улица Албишоара — Бульвар Негруцци — Улица Чуфля — Виадук — Проспект Дачия — Улица Куза-Водэ — Улица Гренобля — Улица Тестемицану (обратно через улицы Поштей, Путней, Василе Бадиу, Дойна, Соколень) |
| 190      | ул. Яловенская — Ставчены                                       | Улица Яловенская - ул. Спикулуй - Хынчештское шоссе - ул. Миорица — Улица Тестемицану — Улица Гренобля — Улица Асаки — Улица Халиппа — Улица А. Матеевича — Улица Армянская — Улица Александру чел Бун — Улица Пушкина — Улица Космонавтов — Проспект Виеру — Улица Тудор Владимиреску — Улица Каля Орхеюлуй — Ставчены (обратно через улицы Митрополита Бэнулеску-Бодони, Колумна, Тигина, Василе Александри, шоссе Хынчешть, Миорица) |
| 191      | Диагностический центр — Чеканы                                  | Улица Гр. Кашу — Улица Малая Малина — Улица Вырнав — Улица Тестемицану — Улица Ион Инкулец — Улица Измаильская — Северный автовокзал — Улица Вадул-луй-Водэ — Улица Отоваска — Улица Подул Ыналт — Улица Будешть — Улица Мерень — Улица Вадул-луй-Водэ — Улица Садовяну — Улица Джинта Латинэ — Проспект Мирча чел Бэтрын — Улица Петру Заднипру — Улица Милеску Спэтару — Улица Буковиней (Megapolis Mall) (обратно через улицы Заводская, Букурешть, Тигина, А. Матеевича) |
| 192      | Центр — Телецентр                                               | Улица Св. Андрея (Магазин «Орхей») — Улица Михай Витязул — Улица Албишоара — Улица Петру Рареш — Улица Митрополита Бэнулеску-Бодони — Улица Колумна — Центральный автовокзал — Улица Тигина — Улица А. Матеевича — Улица Василе Александри — Шоссе Хынчешть — Южный автовозкал (обратно через улицы Спикулуй, Миорица, Асаки, Халиппа, Армянская, Александру чел Бун, Пушкина, Космонавтов) |
| 193      | Кодру — Кишинёв (Диагностический центр) — Думбрава              | Кодру — Улица Гренобля — Улица Тестемициану (диагностический центр) (стоянка 5 минут) — Улица Короленко — Улица Асаки — Улица Халиппа — Улица А. Матеевича — Улица Эминеску — Улица Щусева — Улица Стере — Улица Лупу — Улица Кока — Улица Ион Крянгэ — Улица Алба-Юлия — Улица Ливиу Деляну — Шоссе Балкань — Думбрава (обратно через улицы Когэлничану, Влайку Пыркэлаб, 31 Августа 1989, Тигина, Ион Инкулец) |

## Стоимость проезда
Стоимость проезда в кишинёвском маршрутном такси:
- В советское время плата за проезд составляла 15 копеек[11].
- В 1990-е годы действовал тариф 1 леев.
- С 2000 года была повышена до 2 лей.
- С 1 августа 2006 года стоимость проезда была поднята до 3 леев, который сохранили по настоящее время.

## Подвижной состав

### Советское время
- РАФ-977
- РАФ-2203 «Латвия»

### Постсоветское время
- Mercedes-Benz Sprinter
- До 1996 года на линиях работали также небольшое количество микроавтобусов РАФ-2203 «Латвия», микроавтобусы ГАЗель и грузовые автомобили Mercedes-Benz, переделанные в микроавтобусы.
- В данный момент это Mercedes-Benz последнего и предпоследнего поколения.